# Egbert Snijder
Egbert Snijder (Avereest, 8 augustus 1912 - Haarlem, 12 februari 1945) was een Nederlandse verzetsstrijder tijdens de Tweede Wereldoorlog en commandant van de KP-Waterland.
Snijder was betrokken bij de liquidatie van de NSB-burgemeester van Purmerend en Edam Hendrik August van Baak en diens rechterhand Jan de Boer. Voorafgaand aan de ontvoering was Snijder herkend door een voorbijgangster. Een paar dagen na de arrestatie werd Snijder samen met Klaas de Boer, waar hij ondergedoken zat, door de Duitsers gearresteerd. Beide mannen werden overgebracht naar het Huis van Bewaring aan de Weteringschans in Amsterdam. Een poging om beiden tussentijds in Purmerend te bevrijden kwam niet van de grond.
Op 12 februari 1945 zijn Egbert Snijder en Klaas de Boer geëxecuteerd als represaille voor de schietpartij van 10 februari bij de Jan Gijzenbrug in Haarlem tussen verzetslieden en Duitsers. Deze executie, van in totaal 8 gevangenen (Todeskandidaten), vond plaats bij de Jan Gijzenbrug in Haarlem aan de Rijksstraatweg.